# اوسچنیتسا
اوسچنیتسا (به صربی: Osečenica) یک روستا در صربستان است که در Mionica واقع شده‌است.